# Delain (banda)
Delain es una banda neerlandesa fundada en 2002  por el ex tecladista de Within Temptation Martijn Westerholt, originaria de la ciudad de Zwolle. Se considera su música metal sinfónico y metal gótico (aunque tal vez no sea la mejor descripción). Su sonido muestra más una influencia novedosa de nu metal, death core y metal core, con voces limpias, creando un sonido duro o "heavy" (entre los 80 y 90 se prefería el término heavy para la música hardrock) y melodioso, pero con armonías densas y riffs característicos de extreme metal.
Se distingue de power metal porque power metal es simplemente heavy metal con teclados y voces con falsete, y se distingue de metal gótico porque este género no es en ningún sentido heavy o duro. Su sonido es algo así más como "nu-metalcore sinfónico"

## Historia

### Formación
Delain fue fundado por Martijn Westerholt, el ex-teclista y hermano de uno de los fundadores de Within Temptation, Robert Westerholt. Abandonó Within Temptation en 2001 cuando enfermó de mononucleosis infecciosa y empezó con Delain en el 2002. En ese mismo año, lanzaron independientemente Amenity como demo. Después de la demostración, Westerholt dejó temporalmente el proyecto, pero continuó escribiendo música.
Sin embargo, sólo hasta 2005 Martijn conoció a la vocalista soprano Charlotte Wessels. Ese mismo año, después de haber firmado un contrato con la discográfica Roadrunner Records, comenzaron a grabar su primer disco.

### Lucidity: (2005-2007)

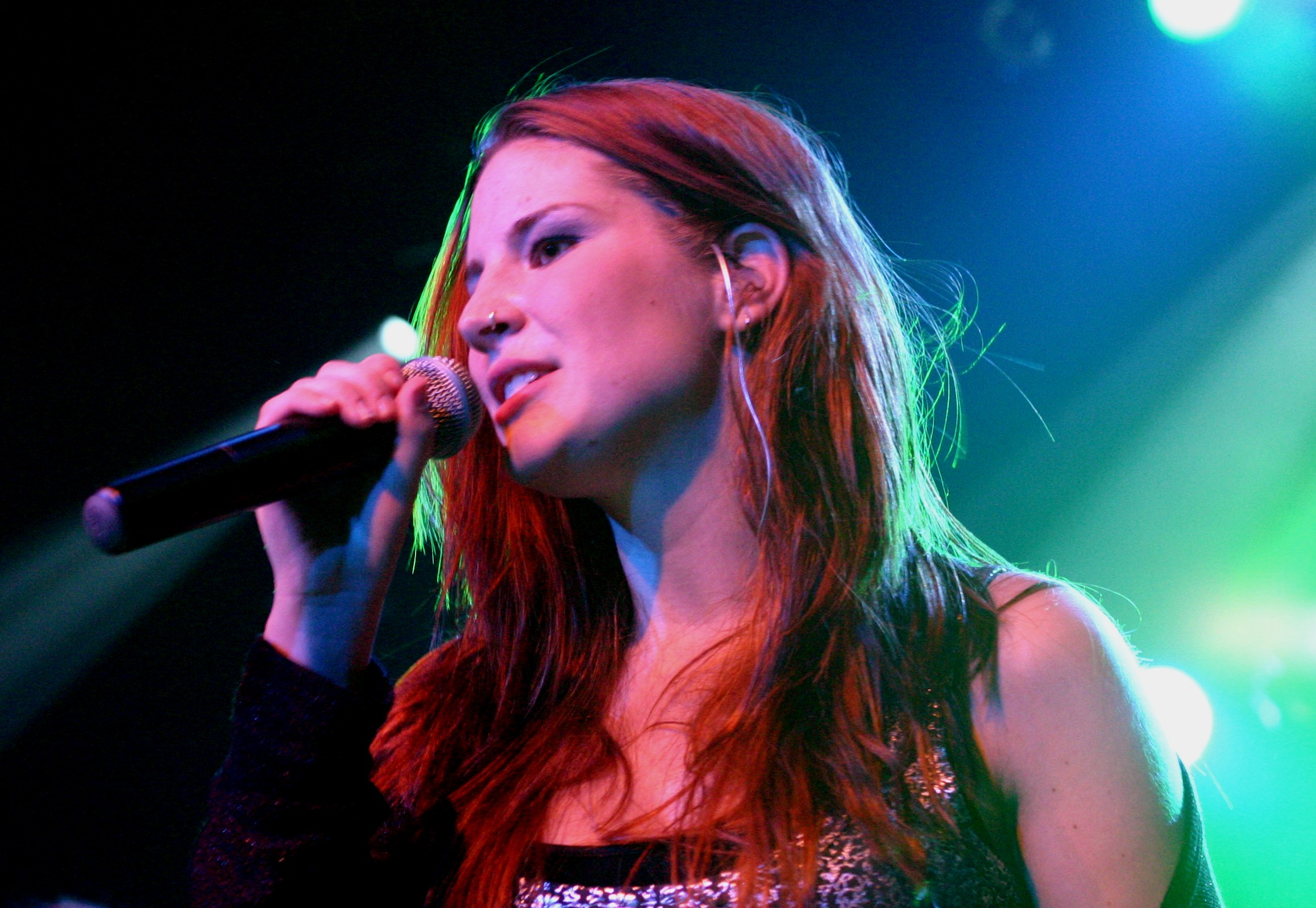
La vocalista Charlotte Wessels durante un concierto en 2006.

Para su primer álbum Lucidity invitaron a varios músicos famosos: Marco Hietala de Nightwish y Tarot, Ad Sluijter ex Epica, Ariën van Weesenbeek de God Dethroned (hoy en día baterista de Epica), Sharon den Adel de Within Temptation, Liv Kristine fundadora de Leaves' Eyes, George Oosthoek y Guus Eikens, ambos miembros de Orphanage antes de su disolución y Jan Yrlund.
Este primer álbum iba a ser lanzado en un principio en abril del 2006, pero primero fue pospuesto para finales de mayo, después para el 21 de agosto y finalmente salió a la venta el 4 de septiembre de ese mismo año. Por esta época sacaron los sencillos "Frozen", "See Me In Shadow" y "The Gathering". Durante el año 2007, el guitarrista Ray van Lente, decidió irse del grupo, pero no se plantearon el remplazarlo, continuando la gira con 5 miembros.
El sonido de este álbum muestra un sonido referente a otras bandas de metal sinfónico, combinando diferentes aspectos de este género, con algunos aspectos del metal gótico, como en la canción Frozen y Silhouette Of A Dancer, por dar algunos ejemplos

### April Rain(2008-2010)
A partir de 2008, terminaron los últimos conciertos del tour del álbum "Lucidity" y empezaron a trabajar en su nuevo álbum, que se lanzaría a finales del mismo año. Igualmente, ya empezaron a trabajar en el antes de acabar la gira, por lo que tocaron dos canciones que después se verían incluidas en el álbum: "Stay Forever" y "Start Swimming".
De este modo, el 20 de marzo de 2009 sale a la venta April Rain, segundo álbum de la banda, el cual cuenta con 11 temas. Este álbum tiene semejanzas con su disco anterior Lucidity, pero en este se puede escuchar más sonidos ambientales, tanto como progresivos, y también algunos pasajes electrónicos, pero muy pocos.
Este disco los consolidó como banda, lo que les permitió visitar muchos más países, como Estados Unidos y México por ejemplo, así como la realizaciones de festivales de alto nivel en Europa, como Hellfest, Lowlands, Wacken Open Air y Sonisphere.
El 28 de octubre de 2009, Ronald Landa anuncia que decide marcharse de Delain para abarcar nuevos proyectos musicales, siendo sustituido por Ewout Pieters (ex-Mythlorian) como guitarrista y voces guturales.
En febrero de 2010, Delain lanza un comunicado en el que anuncia el comienzo de las grabaciones del que será su tercer álbum de estudio, con una fecha de lanzamiento prevista para primavera de 2011. Este álbum incluirá la novedad de que la banda trabajará por primera vez con una orquesta, lo que aportará nuevos sonidos a su música. También harán una gira europea, junto con el grupo Serenity.
Al mismo tiempo Rob van der Loo en un comunicado en su cuenta de Myspace, anuncia su decisión marcharse de la banda para tener más tiempo para dedicarse a otros proyectos personales.
Ewout Pieters abandona la banda en octubre del 2010, en una decisión tomada por la agrupación, siendo anunciado su reemplazo tras mucha especulación en abril del 2011, fecha en que se anuncia que Timo Somers será el nuevo guitarrista que participará con Delain en el tour europeo 2011.

### We Are The Others(2012)
En el mes de abril de 2012, comienzan a promocionar su nuevo álbum, incluyendo 3 nuevas canciones en el repertorio de sus conciertos: «Manson», «Milk & Honey» y «Get The Devil Out Of Me», esta última fue lanzada el 13 de abril como sencillo promocional de su próximo disco.
Así el 1 de junio de 2012 sale a la luz We Are The Others, tercer disco de la banda. La peculiaridad de este disco es el trasfondo lírico que hay en las canciones del disco. En una entrevista con Sonic Cathedral, Charlotte discutió la inspiración del disco en el caso de Sophie Lancaster:

Recuerdo la primera vez que oí hablar del caso ... no estaba en las noticias neerlandesas. Me enteré de él a través de las redes de Internet y de la escena gótica ... había una película sobre ello, un cortometraje de aproximadamente cuatro minutos. Lo vi y simplemente lloré. ¡Es tan increíblemente triste! Después de ver la película, yo realmente no estuve haciendo nada acerca del caso hasta que estuvimos trabajando en (la canción) "We Are the Others ". Pero la idea básica de la letra estaba allí. Se suponía que sería una canción sobre "somos los otros" y un sentimiento de unión. Por un lado , estar orgulloso de quien quiera que seas, si te desvías de la norma, en cualquier forma que te desvíes de ella. Pero, por otro lado, también es una especie de canción para los "otros". Sólo queríamos una canción sobre la aceptación.
Charlotte Wessels en una entrevista para Sonic Cathedral.

NOTA: El álbum fue previsto primero para principios del 2012, pero por la compra de Warner Music la fecha todavía era desconocida.

### Interlude, recopilaciones (2013)
El 26 de febrero de 2013, Delain anunció que lanzará un álbum titulado Interlude, especial que incluiría nuevas canciones, portadas, canciones en vivo, versiones especiales de las canciones anteriores y un DVD extra. Fue lanzado en diferentes fechas a lo largo de la primera semana de mayo en todo el mundo.

### The Human Contradiction(2014)

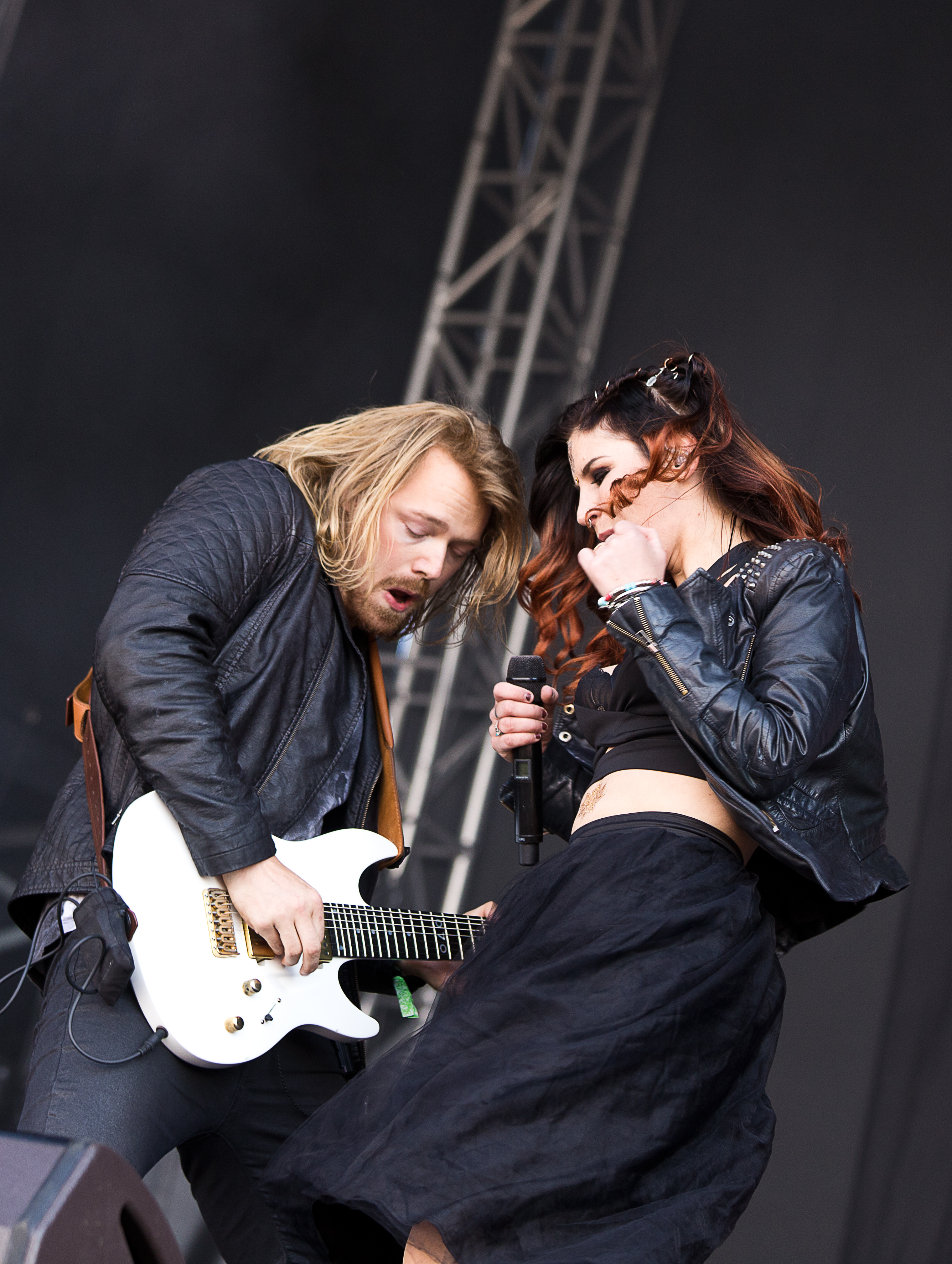
Charlotte Wessels y Timo Somers en un festival en Alemania, 2015.

El 23 de enero de 2014, Delain anunció que lanzará un álbum llamado The Human Contradiction. Fue publicado el 5 de abril de 2014 en Europa y el 8 de abril de 2014 en América del Norte.
Según la cantante Charlotte Wessels, el título del álbum está inspirado en la trilogía de ciencia ficción de Octavia E. Butler Lilith's Brood «The Human Contradiction» se refiere a los seres humanos en general, siendo muy inteligente y estructurado jerárquicamente al mismo tiempo. La composición de canciones, sin embargo, no fue influenciado por el libro Lilith's Brood, pero continúa con el tema de ser diferente que fue retratado por el anterior álbum de Delain We Are The Others.
Este álbum contiene diferentes colaboraciones, así como en las canciones «Your Body Is A Battleground» y «Sing To Me» en el que colabora Marco Hietala (Nightwish, Tarot); George Oosthoek (ex Orphanage) en «Tell Me, Mechanist», y Alissa White-Gluz (Arch Enemy, ex The Agonist) en «The Tragedy Of The Commons».
El 4 de junio de 2014, se anunció que el baterista Sander Zoer dejaría la banda por razones personales; él continuaría trabajando detrás de escena de la banda. Se anunció que el baterista de reemplazo sería Ruben Israel, quien había intervenido para Zoer durante la gira de Delain con Kamelot. Zoer continuó como baterista hasta septiembre, hasta que se fue por razones personales y fue reemplazado por Israel.
La banda fue grupo soporte junto con Sabaton de Nightwish en la primera parte de la gira norteamericana en abril y mayo de 2015. Además de haber estado como invitados especiales en 6 de las fechas del tour latinoamericano del grupo finlandés. Participaron del festival 70000 Tons of Metal y continuaron con la segunda parte de la gira de Nightwish.

### Lunar PreludeEP,Moonbathers(2016-2018)
Delain anunció un EP con ocho canciones Lunar Prelude, el cual salió a la venta en febrero de 2016. El primer sencillo, «Suckerpunch», se publicó el 5 de febrero. Este EP sería la introducción para su siguiente álbum de estudio.
Así que, posteriormente, la banda anunció que el nuevo álbum se titularía Moonbathers, éste contendría diez canciones originales y un cover de la banda Queen. La portada, por tercera ocasión, fue obra del artista Glenn Arthur. Fue puesto a la venta el 26 de agosto de 2016.
En octubre de 2017, se lanzó su primer DVD en directo titulado A Decade of Delain: Live at Paradiso para celebrar los 10 años de trayectoria de la banda. El concierto de este DVD fue filmado con un lleno total en Ámsterdam el 10 de diciembre de 2016 y contó con los siguientes invitados: Alissa White-Gluz (Arch Enemy), Liv Kristine, Burton C. Bell (Fear Factory), Marco Hietala (Nightwish), George Oosthoek, entre otros.
A finales de ese mismo mes de octubre, Delain se embarcó en la gira Danse Macabre, que contó nuevamente con la colaboración de Marco Hietala en todas las fechas, y con Serenity y Cellar Darling como bandas de soporte.
En agosto de 2018, el baterista neerlandés Joey de Boer se convierte en miembro permanente de la banda, tras haber tocado en diversas giras junto a Delain tras la salida de Ruben Israel en octubre del 2017.

### Hunter's MoonyApocalypse & Chill(2018-2021)
Delain anunció en diciembre de 2018 que su próximo EP se titularía Hunter's Moon. El EP salió a la venta el 22 de febrero del 2019, teniendo como sencillo principal la canción Masters of Destiny, junto con su vídeo musical. En junio Merel Bechtold deja Delain con el propósito de perseguir sus intereses musicales propios, siendo su último concierto en vivo con la banda en Graspop Metal Meeting el 23 de junio.
El 7 de febrero del 2020, Delain lanza su siguiente álbum de estudio, titulado Apocalypse & Chill.
El 15 de febrero de 2021 el fundador de la banda Martijn Westerholt comunica que el proyecto continuará solamente él. Por lo que luego de 19 años como banda, Delain vuelve a ser un proyecto en solitario de Martijn, siendo de esta manera, el mismo día Charlotte Wessels (voz), Joey Marin de Boer (batería), Timo Somers (guitarra) y Otto Schimmelpenninck van der Oije (bajo) anuncian en sus respectivas redes sociales su partida de Delain. 
Esta partida repentina de prácticamente todos sus miembros se debió a que Martijn desde 2019 quería dejar de realizar giras, lo que significó el comienzo de un quiebre entre él y los demás integrantes (aparentemente este fue el motivo por el que la guitarrista Merel Bechtold abandona la banda). En 2020 Martijn accede a volver a realizar giras, pero la pandemia por COVID-19 empeoró la situación llevando finalmente a que Joey, Otto y Timo decidieran irse, luego se les sumó Charlotte.

### Cambios en la alineación yDark Waters(2021-presente)
El 28 de junio del 2021, se anuncia que Sander Zoer, el antiguo baterista de la banda, volvía a ella, siendo el primer integrante confirmado para la nueva alineación de Delain. El 12 de julio del 2021, Delain reintegra a Ronald Landa como guitarrista. En mayo del 2022, Ludovico Cioffi es confirmado como el nuevo bajista. La banda, ya completa, lanza su nuevo sencillo "The Quest and the Curse", lanzado el 9 de agosto del 2022, teniendo como vocalista, la cantante rumana-canadiense Diana Leah.
El 29 de noviembre del 2022 lanzan el segundo sencillo "Beneath" y anuncian el título de su séptimo álbum de estudio, Dark Waters, que será publicado el 10 de febrero de 2023. El 10 de enero de 2023 publican como tercer sencillo "Moth to a Flame", acompañado de un vídeo musical.

## Miembros

### Miembros actuales
- Martijn Westerholt - teclado. (2002-presente)
- Sander Zoer - batería. (2006-2014, 2021-presente)
- Ronald Landa - guitarra y Voz gutural. (2005-2009, 2021-presente)
- Ludovico Cioffi - bajo y voz gutural. (2022-presente)
- Diana Leah - voz. (2022-presente)

### Miembros anteriores
- Charlotte Wessels - voz. (2005-2021)
- Timo Somers - guitarra y voz. (2011-2021)
- Otto Schimmelpenninck van der Oije - bajo y voz. (2010-2021)
- Joey de Boer - batería. (2018-2021, en vivo 2017-2018)
- Merel Bechtold - guitarra. (2015-2019)
- Ruben Israel - batería. (2014-2017)
- Ewout Pieters - guitarra y voz. (2009-2011)
- Rob van der Loo - bajo. (2005-2010)
- Ray van Lente - guitarra. (2005-2007)
- Anne Invernizzi - voz. (2002)
- Roy van Enkhuyzen - guitarra. (2002)
- Fran van der Meijden - guitarra. (2002)
- Martijn Willemsen - bajo. (2002)
- Tim Kuper - batería. (2001-2005)

## Discografía

### Álbumes de estudio
- Amenity (demo) - 2002
- Lucidity - 2006
- April Rain - 2009
- We Are The Others - 2012
- Interlude - 2013
- The Human Contradiction - 2014
- Moonbathers - 2016
- Apocalypse & Chill - 2020
- Dark Waters - 2023

### EP
- Lunar Prelude - 2016
- Hunter's Moon - 2019
- Dance with the devil - 2024